# Józef Niski
Józef Niski (ur. 14 marca 1893 w Łomży - brak danych o dacie i miejscu śmierci) – działacz socjalistyczny, organizator związków zawodowych robotników rolnych. Poseł na Sejm I i II kadencji (II RP).

## Życiorys
Syn Kaliksta i Teofili z domu Kotowskiej. W 1911 ukończył niższą szkołę handlową, zaś w 1912 kursy elektromonterskie w Wilnie przy szkole średniej. W tym czasie brał udział w kółkach samokształceniowych młodzieży szkolnej. W 1910 został wprowadzony przez Mieczysława Niedziałkowskiego do Związku Młodzieży Postępowo-Niepodległościowej oraz Polskiej Partii Socjalistycznej.
W 1912 wziął nielegalnie udział w Zjeździe ZMPN w Krakowie. Za nielegalne przekroczenie granicy został aresztowany w Piotrkowie i przez rok więziony. Zwolniony za kaucją, wyjechał do Tallinna, gdzie pracował w firmie budowlanej Gonckiewicza w Tallinnie. Po wybuchu I wojny światowej pracował nadal w tej firmie w guberni włodzimierskiej przy budowie prochowni, potem ponownie w Tallinnie, przy budowie okrętów. Od wiosny 1915 pracował w Piotrogrodzie w fabryce metalurgicznej przy budowie torpedowców oraz w Czerustkach przy budowie prochowni.
W 1915 powołany do wojska służył w 242 baonie zapasowym w Symbirsku, od końca 1915 kolejno w: 1 kolumnie samochodowej w Piotrogrodzie, następnie po ukończeniu wojskowej szkoły kierowców, do lutego 1917 był instruktorem w szkole wojskowych kierowców w Nowym Peterhofie.
Wziął udział w rewolucji lutowej 1917 jako członek Partii Socjalistów-Rewolucjonistów. Jako delegat kompanii, był członkiem Rady Delegatów Robotniczych i Żołnierskich w Piotrogrodzie, oraz prezesem Rady Delegatów w Nowym Peterhofie. Po przewrocie bolszewickim złożył mandat w Radzie Delegatów, następnie wyjechał do Tallinna, gdzie dostał się do niewoli niemieckiej. Przebywał w obozie koncentracyjnym w Rydze. Zwolniony w grudniu 1918 wyjechał do Warszawy.
Po powrocie, kierownictwo PPS skierowało do 26 grudnia 1918 do Lublina. Prowadził tam kampanię w związku z wyborami parlamentarnymi do Sejmu. Objął również kierownictwo okręgowego Związku Zawodowego Robotników Rolnych. Był m.in. organizatorem strajku na terenie 11 powiatów zakończonego 5 kwietnia 1919 pierwszą umową zbiorową w rolnictwie. Kierował również radą delegatów robotników folwarcznych m. Lublina. Na początku 1920 uczestniczył w akcji plebiscytowej na Górnym Śląsku (Mysłowice, Rybnik, Opole), następnie wrócił do Warszawy.
W czasie wojny polsko-bolszewickiej, wstąpił do dywersyjnego Związku Obrońców Ojczyzny. Pod dowództwem Stefana Lelka prowadził w rejonie Lublina działalność dywersyjną na tyłach Armii Czerwonej.
Po zakończeniu wojny był członkiem Zw. Zawodowego Robotników Rolnych, organizatorem i prezesem oddziału lubelskiego Związku Strzeleckiego. Pracował w komisjach rozjemczych dla robotników rolnych przy Inspektorze Pracy. Był jednym z założycieli i członów zarządu Patronatu Opieki nad Więźniami na terenie Sądu Apelacyjnego w Lublinie.
W wyborach parlamentarnych 1922  uzyskał mandat z listy nr 2 (PPS) w okręgu wyborczym nr 28 (Krasnystaw). Kandydował do Sejmu również z listy państwowej. Ponownie z tego samego okręgu został wybrany w wyborach parlamentarnych w 1928. W Sejmie II kadencji zasiadał w komisjach: morskiej, rolnej. Trzykrotnie (1925, 1928 i 1931) był wybierany przez Sejm do Głównej Komisji Ziemskiej jako przedstawiciel bezrolnych.
W październiku 1928, w wyniku rozłamu w PPS, wraz z grupą posłów opuścił Związek Parlamentarny Polskich Socjalistów i wstąpił do Klubu Parlamentarnego PPS dawna Frakcja Rewolucyjna.
W 1928 założył rozłamowy Klasowy Związek Zawodowy Robotników Rolnych i Leśnych i wszedł do zarządu Centralnego Zrzeszenia Klasowych Związków Zawodowych powiązanego z PPS d.Frakcja Rewolucyjna. Ponownie kandydował do Sejmu, z listy PPS dawna Frakcja Rewolucyjna, w wyborach parlamentarnych w 1930. Nie uzyskał jednak mandatu. W 1931 wydawał gazetę „Nowa Wieś”, zawieszoną wkrótce z braku środków. Pracował jako elektromonter w Warszawie i Lublinie.
W 1933 był odznaczony Krzyżem Niepodległości.